# Harrods
A Harrods egy áruház Londonban, az egyik legismertebb és legnagyobb területű áruház Európában. A Knightsbridge városrészben található Brompton Road mentén helyezkedik el. Az áruház egy két hektáros területen elterülő épületkomplexum, amelyben 100 000 m² alapterületen 330 üzlet működik. A Harrods híres fényűző butikjairól, valamint karácsonyi vásáráról és éttermeiről is. Mottójuk a latin „Omnia Omnibus Ubique”, amely kb. annyit tesz: „minden, mindenkinek, mindenhol”. Az áruház a katari állam tulajdonában van, amely számos kapcsolódó vállalkozást is birtokol befektetési alapján keresztül, pl. a Harrods Estates ingatlanügynökséget, vagy a Harrods Aviation és az Air Harrods légitársaságokat.

## Története
1824-ben, 25 évesen a brit Charles Henry Harrod megalapította vállalkozását, akkor még a 228 Borough High Street, Southwark cím alatt. Többféle tevékenységet is folytatott, első fűszerkereskedése például 1832-ben nyitott meg. 1834-ben a londoni East End-be települt át, ahol teával kezdett foglalkozni, majd 1849-ben a Brompton Road-ra költözött egy kis üzletbe, amely a mai áruház helyén volt található. A vállalkozás, amely egyetlen helyiségben, két alkalmazottal kezdte meg működését, az alapító fiának, Charles Digby Harrodnak a keze alatt hamarosan nagy üzletté nőtte ki magát, amely írószert, gyógyszert, parfümöt, zöldséget és gyümölcsöt árult, és amely 1881-re már 100 alkalmazottat foglalkoztatott. Az épület azonban 1883 decemberében porig égett egy tűzvészben, Charles Harrod azonban ennek ellenére minden egyes karácsonyi rendelését teljesítette vevői irányába, és így rekordbevételt produkált. Hamarosan vadonatúj épületet emeltek a régi helyén (a mai épület 1901 és 1905 között épült), Harrod pedig nemsokára olyan embereket tudott a vevői körében, mint Oscar Wilde, Lillie Langtry, Ellen Terry, Charlie Chaplin, Noël Coward, Gertrude Lawrence, Laurence Olivier, Vivien Leigh, Sigmund Freud, A. A. Milne, illetve a brit királyi család több tagja.
1889-ben Harrod 120 000 angol fontért eladta részesedését Edgar Cohen üzletembernek, a vállalat neve pedig Harrod's Stores Limited-re változott.
A Harrods volt 1898-ban az első áruház, ahol mozgólépcsőt helyeztek üzembe, habár ez nem nyerte el minden látogató tetszését. Az áruház 1959-ban a House of Fraser áruházlánc tulajdonába került, amelyet 1985-ben pedig a Fayed testvérek vásárolták meg. 1994-ben kivezették a House of Fraser csoportból, így magánáruház lett, nemsokára pedig felkerült a tőzsdére is.
2010 májusában az áruházlánc a Qatar Holdings, a katari állam tulajdonában álló befektetési alap tulajdonába került. A megállapodást a katari miniszterelnök, Hamad bin Jassim bin Jaber Al Thani személyesen írta alá két nappal korábban Londonban.

## Szolgáltatások, látnivalók
A Harrods-ban 330 üzlethelyiség található, ezek között van férfi-, női- és gyermekruházati üzlet, ékszerbutik, műszaki áruház, sportruházat, esküvői ruházat, kisállatbolt, játékbolt, szépségápolási termékek, írószerbolt, ajándékbolt, háztartási kellékek, bútorbolt, éttermek, és sok más egyéb. Pénzügyekkel is foglalkoznak.
Az épületben látható Diána walesi hercegné és Dodi Fayed, valamint Michael Jackson szobra, többek között.

## Előírások
A Harrodsban öltözködési etikett van érvényben 1989 óta: tilos többek között úszódresszben, bermudanadrágban, papucsban, mezítláb, kerékpáros felszerelésben vagy egyenruhában belépni. Aki az előírást megszegi, azt nem engedik be az épületbe: így járt többek között Kylie Minogue és Jason Donovan is.

## Fordítás
- Ez a szócikk részben vagy egészben  a   Harrods című angol Wikipédia-szócikk ezen változatának fordításán alapul.  Az eredeti cikk szerkesztőit annak laptörténete sorolja fel. Ez a jelzés csupán a megfogalmazás eredetét és a szerzői jogokat jelzi, nem szolgál a cikkben szereplő információk forrásmegjelöléseként.